# Sekcja Kobiet NSZZ „Solidarność”
Sekcja Kobiet NSZZ „Solidarność” – część ogólnopolskiego związku zawodowego Niezależnego Samorządnego Związku Zawodowego „Solidarność” założona w listopadzie 1989 roku dla obrony praw pracowniczych kobiet. 

## Komisja Kobiet
Pierwotnie Sekcja funkcjonowała pod nazwą Komisja Kobiet. Pierwszą koordynatorką Komisji została Małgorzata Tarasiewicz, działaczka ruchu Wolność i Pokój. W styczniu 1990 roku struktura obejmowała 22 z 37 regionów NSZZ „Solidarność”. Organem decyzyjnym Komisji było Tymczasowe Prezydium złożone z komisji regionalnych. 
W styczniu 1990 roku członkinie Komisji przyjęły rezolucję, w której domagały się zrównania płac kobiet i mężczyzn za taką samą pracę, wprowadzenia elastycznych form zatrudnienia, zwiększenia liczby żłobków i przedszkoli, równego podziału nieodpłatnej pracy na rzecz gospodarstwa domowego pomiędzy kobiety i mężczyzn, przyznania mężczyznom prawa do wzięcia wolnego dnia na opiekę nad chorym dzieckiem.
Podczas II Krajowego Zjazdu „Solidarności” w maju 1990 roku, na którym kobiety stanowiły 10% delegatów, przyjęto rezolucję w sprawie ograniczenia prawa kobiet do przerywania ciąży. Rezolucja nie została skonsultowana z kobietami, które stanowiły połowę członków „Solidarności”. Komisja Kobiet wystosowała protest wobec tej rezolucji i później wielokrotnie sprzeciwiała się wprowadzeniu ustawy antyaborcyjnej. Ankieta przeprowadzona we wrocławskich zakładach pracy przez Krystynę Politachę wykazała, że wprowadzeniu ustawy antyaborcyjnej sprzeciwia się blisko 90% pracownic i pracowników. 
Członkinie Komisji zaangażowane w sprzeciw wobec zaostrzania prawa dotyczącego aborcji, spotkały się z szykanami ze strony przedstawicieli centralnych władz "S", którzy wyrażali niezadowolenie z powodu działalności Komisji oraz zabronili jej członkiniom reprezentowania „Solidarności” za granicą. 15 marca 1991 roku Małgorzata Tarasiewicz podała się do dymisji, a jej następczynię zwolniono dwa tygodnie później. Małgorzacie Tarasiewicz zabroniono kontaktów z członkiniami Komisji Kobiet pod groźbą "publicznej kompromitacji". 
Wiosną 1991 roku Komisja Kobiet została rozwiązana przez centralne władze „Solidarności”. 

## Kadencja 2010-2014
Koordynatorką ds. Kobiet jest Danuta Wojdat. Na kadencję 2010-2014 do Rady Krajowej Sekcji Kobiet wybrano m.in. Aleksandrę Delecką (przewodnicząca) i Barbarę Dudek, Annę Kerner, Joannę Kruk oraz Danutę Kubacką (wiceprzewodniczące).